# Aisin
Aisin Seiki Co Ltd — японська машинобудівна компанія. Абсолютна більшість продукції Aisin — комплектуючі для автомобільних виробництв. Aisin входить в коло компаній що розташовані в префектурі Айті, і залежні від Toyota, але не підконтрольних їй безпосередньо (частка Toyota в їх капіталі становить від 25 до 40 %).
У 2008 році 43 % збуту Aisin складали автомобільні трансмісії; компанія входить в «велику трійку» спеціалізованих виробників автоматичних трансмісій (Aisin, Borg-Warner, ZF). 20 % продукції — компоненти гальмівних систем, 18 % — кузовні деталі, 10 % — компоненти автомобільних двигунів. Крім Toyota, компанія поставляє комплектуючі на заводи Audi, BMW, Chrysler, Daimler, Ford, General Motors, Honda, Hyundai, Isuzu, Kia, Mazda, Mitsubishi, Nissan, Suzuki, Volvo, Yamaha. Toyota не обмежує, а навпаки, заохочує поставки продукції Aisin на конвеєри конкурентів. Другорядна продукція компанії (сумарно 4 % збуту) — енергетичні установки, швейні машинки, обладнання для лікарень та життєзабезпечення інвалідів.

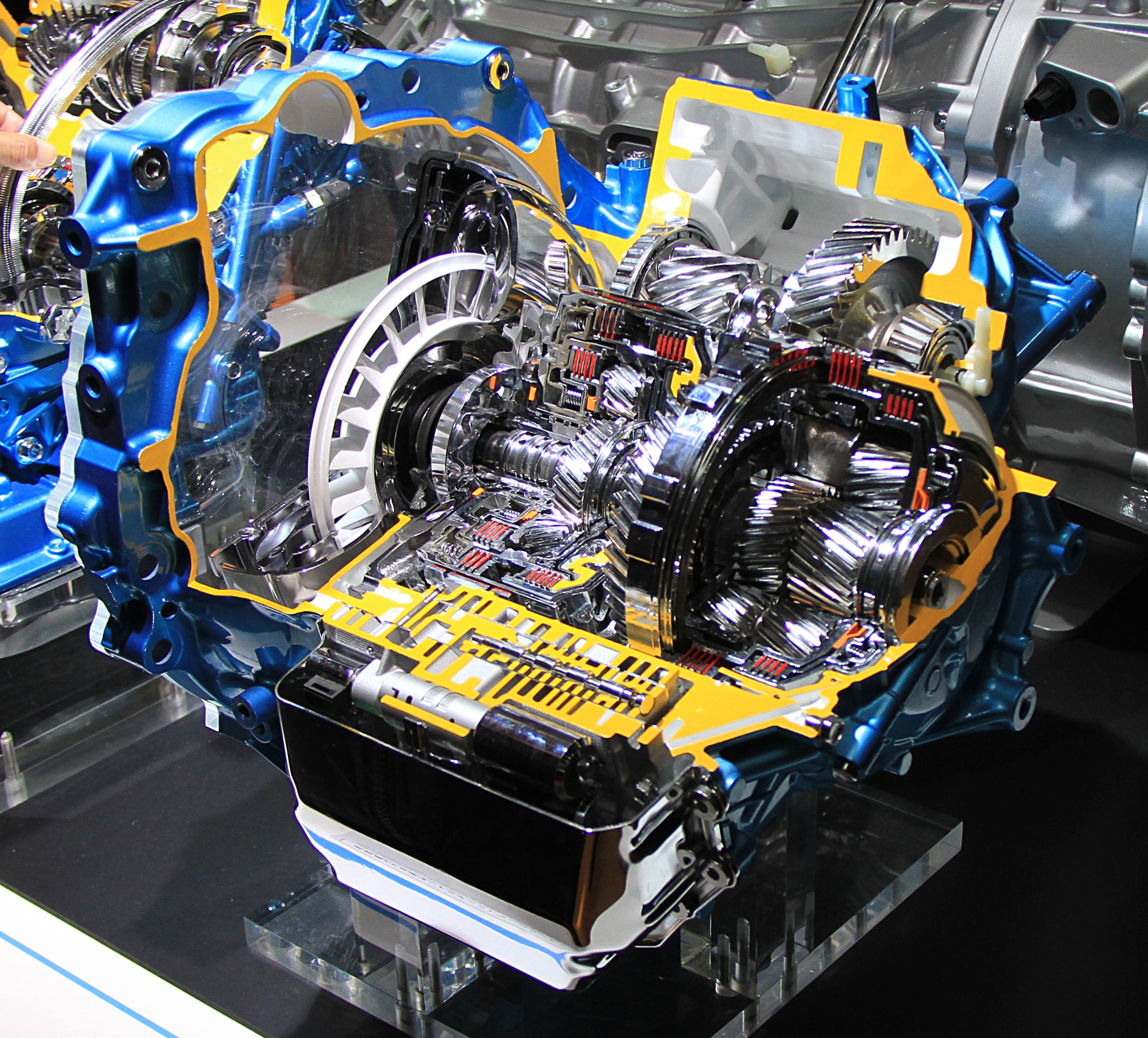
8-ступінчаста автоматична трансмісія Aisin AWF8F35 у розрізі.

У 1997 році компанія сумно «прославилася» пожежею на заводі що виробляв гальмівні клапани. Через припинення поставок зупинилося виробництво на заводах Toyota, які випускали більше 16 тисяч автомобілів на день; щоденні збитки Toyota через простій оцінювалися в 40 мільйонів доларів США. Toyota зуміла протягом декількох днів мобілізувати виробництво клапанів на заводах 36 постачальників і більше 150 суміжників, і через тиждень після пожежі знову запустила конвеєри. Власний же завод Aisin лише через місяць після пожежі вийшов на 60 % від докризового випуску.
У 2010—2014 роки обороти, прибуток і рентабельність компанії стабільно зростали. Боргове навантаження компанії типове для автомобільної галузі, проте обіг дебіторської заборгованості в 47,7 днів і обіг запасів в 28,6 днів — одні з найгірших в галузі.
Aisin виготовляє першу в світі 8-ступінчаста автоматична трансмісія, призначена для використання в двигунах з поперечним розташуванням AWF8F35.